# سبنسر باسيت
سبنسر باسيت (بالإنجليزية: Spencer Bassett)‏ هو لاعب كرة قدم بريطاني (وحمل سابقاً جنسية المملكة المتحدة لبريطانيا العظمى وأيرلندا) في مركز نصف الجناح، ولد في 4 سبتمبر 1885 في بلاكهيث في المملكة المتحدة، وتوفي في 11 أبريل 1917 في فرنسا. لعب مع سوانزي سيتي ونادي أرسنال ونادي إكزتر سيتي ونادي ساوثيند يونايتد وماديستون يونايتد ‏ وميدستون يونايتد.